# N-серія Nokia
Nokia N-серія — висококласна лінійка функціональних телефонів, смартфонів і планшетів, які продавала корпорація Nokia з 2005 по 2011 рік. У той час пристрої Nseries зазвичай підтримували кілька високошвидкісних бездротових технологій, наприклад 3G або Wireless LAN. Цифрові мультимедійні послуги, такі як відтворення музики, зйомка чи перегляд фото/відео, ігри чи інтернет-послуги були центральним фокусом лінійки. Лінійка була замінена в 2011 році лінійкою Nokia Lumia як основною лінійкою смартфонів компанії.

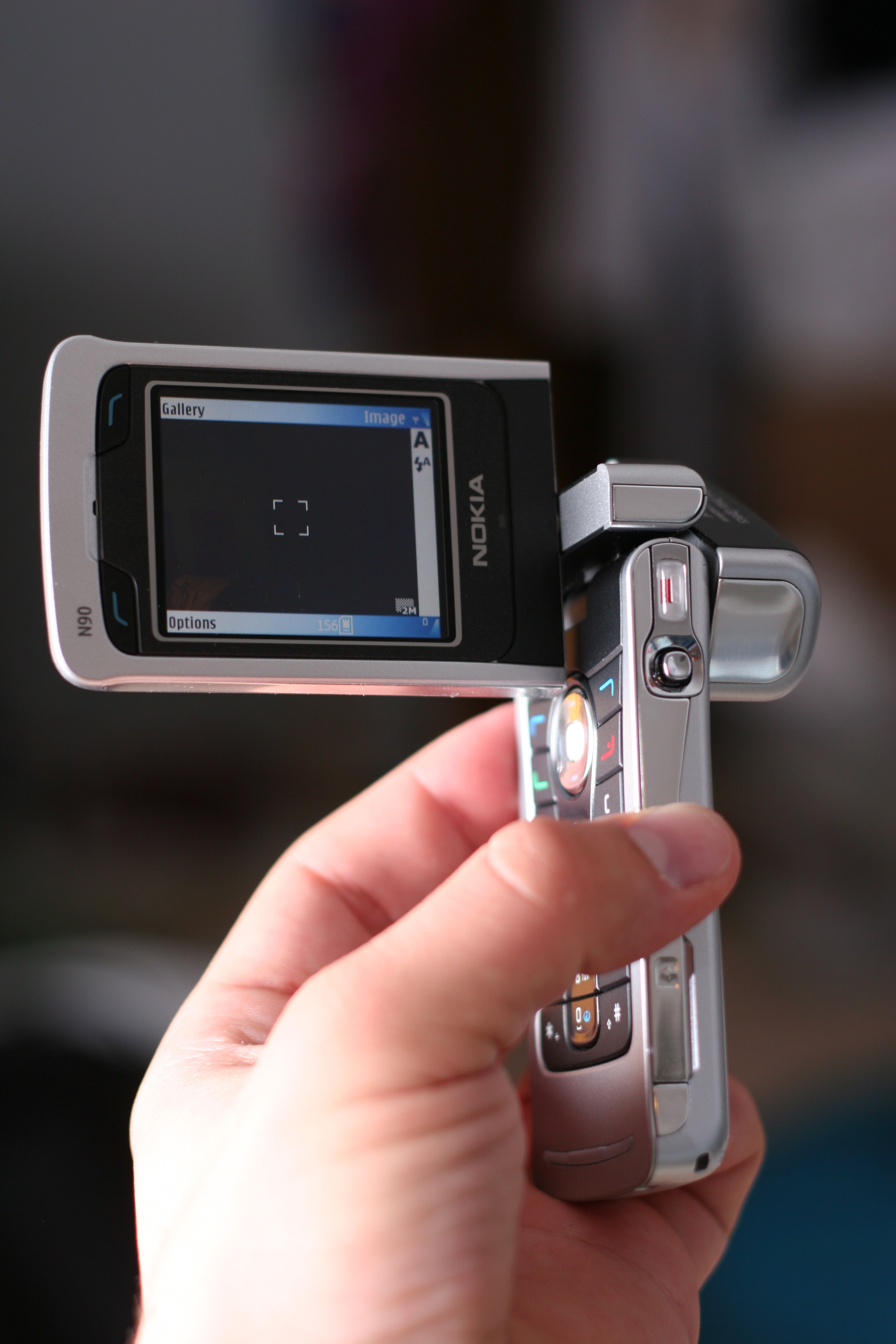
Nokia N-серії N90

Планшет Nokia N1 був представлений у листопаді 2014 року, і тому відродив префікс «N», але він не продавався як «серія N».